# Caseros (Entre Ríos)
Caseros es un municipio del distrito Molino con una pequeña parte en el distrito Tala del departamento Uruguay, en la provincia de Entre Ríos, Argentina. El municipio comprende la localidad del mismo nombre y un área rural. Se encuentra a 13 km de la localidad de Pronunciamiento, a 5 km de la localidad de San Justo y a 22 km de Concepción del Uruguay; a la vera de la ruta provincial RP 39 que une aquella con Basavilbaso.

## Historia
Fue fundada el 3 de diciembre de 1910.
La ampliación de límites jurisdiccionales de la junta de gobierno se realizó por decreto n.º 4326/1985 MGJE del 23 de octubre de 1985
El 7 de julio de 1987, la legislatura provincial sancionó la ley n.º 7945 (promulgada el 17 de julio de 1987) aprobando el censo realizado en la jurisdicción de la junta de gobierno de Caseros, en parte de los distritos Molino y Tala, allanando el camino a la creación del municipio. Mediante el decreto n.º 3936/87 MGJE del 22 de julio de 1987 el gobernador Sergio Montiel declaró a Caseros como municipalidad de segunda categoría. El 19 de agosto de 1987 fue inaugurada oficialmente la municipalidad. Pasó a categoría única el 10 de diciembre de 2011.

## Deportivas y sociales
- Club Social y Deportivo Juventud (afiliado a la Liga Departamental de Colón)

## Parroquias de la Iglesia católica en Caseros
| Diócesis   | Gualeguaychú        |
| ---------- | ------------------- |
| Parroquias | San Miguel Arcángel |